# Kunsthal Charlottenborg
Le Kunsthal Charlottenborg est un bâtiment d'exposition situé à Copenhague, au Danemark. Il s'agit de la galerie d'exposition officielle de l'Académie royale des beaux-arts du Danemark.

## Histoire
Le palais de Charlottenborg est construit entre 1672 et 1683 pour servir de résidence à Ulrik Frederik Gyldenløve (1638-1704). Il s'inscrit dans le style architectural baroque, commun aux Pays-Bas, à l'Angleterre et au Danemark. La reine douairière Charlotte-Amélie (1650-1714) achète le palais en 1700, et son nom lui est resté. En 1787, la propriété du palais est transférée à l'Académie royale des beaux-arts du Danemark,.
Le corps de logis est reconstruit en 1827 face à Kongens Nytorv, selon les plans de l'architecte Christian Frederik Hansen (1756–1845). Il abrite le Festhall et l'Antiksalen de l'Académie. Le Kunsthal Charlottenborg est devenu célèbre pour son exposition de printemps, à laquelle chacun peut soumettre des œuvres, qui sont ensuite examinées par un jury avant d'être présentées. L'exposition d'automne, Efterårsudstilling, est accessible sur invitation,.